# Leyton House CG901
O CG901  é o modelo da Leyton House da temporada de 1990 da Fórmula 1. Condutores: Mauricio Gugelmin e Ivan Capelli

## Resultados[1]
(legenda) 
| Ano  | Chassi | Motor      | Pneus | N° | Pilotos           | 1   | 2   | 3   | 4   | 5   | 6   | 7   | 8   | 9   | 10  | 11  | 12  | 13  | 14  | 15  | 16  | Pontos | Posição |  |
| ---- | ------ | ---------- | ----- | -- | ----------------- | --- | --- | --- | --- | --- | --- | --- | --- | --- | --- | --- | --- | --- | --- | --- | --- | ------ | ------- |  |
|      |        |            |       |    |                   |     |     |     |     |     |     |     |     |     |     |     |     |     |     |     |     |        |         |  |
|      |        |            |       |    |                   | USA | BRA | SMR | MON | CAN | MEX | FRA | GBR | GER | HUN | BEL | ITA | POR | ESP | JAP | AUS |        |         |  |
| 1990 | CG901  | Judd EV V8 | G     | 15 | Mauricio Gugelmin | 14  | NQ  | Ret | NQ  | NQ  | NQ  | Ret | DNS | Ret | 8   | 6   | Ret | 12  | 8   | Ret | Ret | 7      | 7°      |  |
| 1990 | CG901  | Judd EV V8 | G     | 16 | Ivan Capelli      | Ret | NQ  | Ret | Ret | 10  | NQ  | 2   | Ret | 7   | Ret | 7   | Ret | Ret | Ret | Ret | Ret | 7      | 7°      |  |

† Completou mais de 90% da distância da corrida.